# ロックマンX3
『ロックマンX3』（ロックマンエックススリー、ROCKMAN X3）は、1995年12月1日に日本のカプコンから発売された横スクロールアクションゲーム。

## 概要
同社の『ロックマンX第3作目。前々作『ロックマンX』前作『ロックマンX2』の2作品を一層洗練させた形のものとして制作されており、同時にこれまで発売されたロックマンシリーズおよびその派生作品シリーズにはなかった「主要キャラクターの共闘」を初めて実現した作品でもある。
開発は水口エンジニアリングが行い、スタッフは前作に続きプロデューサーは藤原得郎、ディレクターは稲船敬二が担当している他、音楽は元コナミ在籍でありディスクシステム用ソフト『悪魔城ドラキュラ』（1986年）を手掛けた山下絹代が担当している。
『ロックマンX2』のゲームシステムを踏襲しつつ、エックスとゼロの共闘、ライドアーマー転送装置、ゼロチェンジ、チップ、複数の隠しボスと言った新要素が多数導入されている。本作でロックマンX4以降に繋がるゲームシステムの基盤が完成した。なお、同シリーズにおいてスーパーファミコン版の発売は本作が最後となった。
ストーリー面では、登場するボスキャラクターの攻略の仕方でストーリー展開に分岐点が生じることやその際のボスキャラクターの演出が変化するなど、前作よりも差別化やゲームプレイでのやり込み要素を強化させている点が特徴となっている。
1996年にPlayStationおよびセガサターン、1997年にWindowsに移植された他、2010年には携帯電話ゲームとして配信された。スーパーファミコン版はバーチャルコンソール対応ソフトとして、2014年にWii U、2016年にNewニンテンドー3DSにて配信された。

## ストーリー
イレギュラーハンターとして復帰したゼロは第0特殊部隊の隊長となり、古巣である第17精鋭部隊の隊長として活躍するエックスや他部隊のハンターたちと共にイレギュラーの掃討を続けていた。
その頃、科学者型レプリロイドであるドップラー博士は研究によって、コンピュータウィルス「Σウイルス（シグマウイルス）」がイレギュラーの発生要因であることを解明、専用の抗体ウィルスを開発、レプリロイドたちに注入するよう提案した。結果イレギュラー化の件数は減少した。さらにドップラーは人間とレプリロイドが共存する平和都市「ドッペルタウン」を建設すると宣言し、人間、レプリロイド双方の多くの支持を得た。
だが数ヵ月後、ドップラーは上記の抗体ウィルスを身に浴びたレプリロイドたちと共に反乱を起こす。イレギュラーハンターはドップラーと反乱の参加者をイレギュラーと認定し、エックスとゼロにも出撃命令が下った。

## 登場キャラクター

### メインキャラクター

#### イレギュラーハンター
パワーとスピードの単位のrpが何の略称なのかは不明。
エックス（X）
イレギュラーハンター第17精鋭部隊の隊長を務めているレプリロイド。
ゼロ（Zero）
前作で奇跡の復活を遂げた、特A級のイレギュラーハンター。復帰したことで第0特殊部隊の隊長を務めている。
また、公式イラストにおいては前作にて装備され直したバスターのデザインが幾分ほど変更されているのが特徴点となっている。

#### ドップラーとその部下
Dr.ドップラー（Dr.Doppler）
改造ボディ時パワー：17400rp  スピード：18000rp
老人科学者型レプリロイド。カードダスオリジナルストーリーである『ロックマンX メガミッション』の登場キャラクター。

人類とレプリロイドが共存する平和な世界を目指し、機械・コンピュータ・ネットワークについての研究を行っていた。だがΣウイルスの存在を発見しその研究を行う過程で自らもウイルスに感染し、結果的にシグマに操られてしまう。まず自分を戦闘用レプリロイドに改造、次に彼が建設したドッペルタウンに集めたレプリロイドをイレギュラー化、後に人間社会に宣戦布告を行う。ケイン博士とは友人だった。
『メガミッション』の時点で敵として登場したが、今作では「もともとは善良な科学者レプリロイドだった」という設定となっている。
エックスに敗れたことでウイルスの影響が解け、正気に戻り、その後シグマ専用に作成したという「究極のボディ」の在り処を伝える。条件によっては自分が犯してしまった罪を償うため、シグマを巻き込んで自爆する。そうならなかった場合は以後は登場しない為、彼がどうなったかは公式でも語られていない。
ヴァジュリーラFF（Vajurila FF）
日本国外版での英名は「ビット（Bit）」と表記される。
また、ゲーム中ではエンディングロールを除いて「ヴァジュリーラ」と呼ばれる。
パワー：9400rp  スピード：18000rp
ドップラー博士が開発した、ドッペルタウンの警備用レプリロイド「ナイトメアポリス」の1人。ボディのカラーは金色と黄を基調としている。世界中のレプリロイドの長所を参考に作られており、スピードを重視している。冷静沈着で丁寧な言葉遣いの裏に自信とプライドが窺える。公式イラストでは金属の盾を装備しているが、戦闘で突進時に構えた際はピンク色のバリアのような演出になっている。弱点の武器で倒すとエックスの特殊能力に驚愕して爆発する。弥生時代のみずら結いの男性のような姿をしており、額に勾玉をモチーフとした意匠がある。名称はヴァジュラから。
マンダレーラBB（Mandarela BB）
日本国外版での英名は「バイト（Byte）」と表記される。
こちらもエンディングロールを除き、作中での呼び名は「マンダレーラ」。
パワー：18800rp  スピード：8200rp
ヴァジュリーラFFの相方で、ナイトメアポリスの1人。ボディは赤系のカラーリングが主体にされている。戦闘時は設置型の爆弾を飛ばして壁に付着させつつ、体当たりを仕掛ける攻撃を繰り出すスタイルを取る。また、その膂力はダメージ時のエックスを壁に激突させ更に大きくバウンドさせるほどの剛腕で、体の大きさはエックスの倍近い。侍言葉を話す武人肌。弱点の武器で倒すとエックスを称えて爆発する。金剛力士のようなデザインで、頭部の形状がシンプルかつ独特な作りとなっているのが特徴。名称はマンダラから。
マック（Mac）
イレギュラーハンター第17精鋭部隊の元隊員。目元がヘッドパーツヘルメットのバイザーに隠れているため素顔は不明。バスターを両腕に装備しており、戦闘時には射撃をメインとした戦法を取る。何らかの事情でハンター組織を離反し、ドップラー軍団のイレギュラーハンター司令部襲撃に参加する。エックスを不意打ちによって捕縛するが、救助に来たゼロに敗れ、破壊された。

#### シグマとその部下
シグマ（Σ / Sigma）
第一形態のパワーとスピード19000rp   第二形態のパワー：32000rp   第二形態のスピード：20000rp
過去にハンターと人類を抹殺しようと計画を進めていた第17精鋭部隊の元隊長。過去に二度エックスに敗れるものの、今回は実体の無いウイルスとしてドップラー博士を洗脳することで暗躍する。
本作では3つの形態を披露。第一形態「シグマ(ドッペルタウン)（Sigma(Dopple Town)）」は黄色と紫が主体のカラーリングでバスターを両腕に装備し円形の大型盾を所持、重厚なボディと背部から飛び出た巨大な棘状のパーツが特徴で火炎弾を放ちながら盾をブーメランのように飛ばす攻撃を繰り出し、「カイザーシグマ（Kaiser Sigma）」と呼ばれる上半身が大きな赤い怪物のような姿の第二形態でエックスを破壊しに掛かり、敵わぬと見るや前作第二形態でも見せた自身の真の姿であるコンピュータウィルス形態で研究所の設備を操作し追い詰めるという執念を見せた。
なお、第一形態と第二形態の顔のデザインが『ロックマンX』や『ロックマンX2』とは違い、一新されたものになっている。
本編での末路は、プレイヤーの行動によって2種類のパターンがあるが、最終的な結末は同じ。
VAVA MK-II（ヴァヴァマークツー）
パワー：9200rp  スピード：7200rp
第17精鋭部隊所属の元イレギュラーハンター。『ロックマンX』にてエックスに破壊されたが、ドップラー博士によって再生され、改修される。
ボディのカラーリングや各所デザインが『ロックマンX』と異なっており、背中に盾のようなパーツを装備しているのが最大の特徴。自身を破壊したエックスに復讐を果たすために独自行動をとり、ドップラーの命令にも従うつもりはないと断言している。戦闘用に改造した専用のライドアーマーと共に、再びエックスの前に立ちはだかる。

### ボスキャラクター

#### メインボス / 特殊武器あり
斜体は異名。『ロックマンX』と同様、一部のボスを倒してステージをクリアすると、他のステージに何らかの影響が生じる。VAVA MK.IIはナマズロス、シュリンプァー、バッファリオのステージにある転送装置からワープで行く廃棄工場ステージで出会える。ヴァジュリーラはボスを2体、マンダレーラはヴァジュリーラを倒すことでステージ内で出会える。各8つのステージのうち4つにサブタンクとパーツ、残り4つのステージにチップとライドアーマー、そして全てのステージにライフアップが隠されている。ライフアップとサブタンクの詳細は別記。
水龍のプレジデント アシッド・シーフォース（Acid Seaforce）
日本国外版での英名は「トキシック・シーホース（Toxic Seahorse）」と表記される。
パワー：5800rp  スピード：4300rp
ドップラー軍団所属のタツノオトシゴ型レプリロイド。液体化、固体化を自在に行うことが可能な特殊金属で作られたボディをもつ。大都市の水源である巨大ダムを占拠し、人々の生活を脅かしている。体の一部を強酸にして飛ばす「アシッドラッシュ」、全身を液状化してこちらの攻撃を無力化と液体金属の塊らしい技を使う。
影の飛忍 エクスプローズ・ホーネック（Explose Horneck）
日本国外版での英名は「ブラスト・ホーネット（Blast Hornet）」と表記される。
パワー：3400rp  スピード：8600rp
スズメバチ（あるいはアシナガバチ）型レプリロイド。元イレギュラーハンター第0特殊部隊副隊長であり、慎重な性格だった。ドップラーからの招待状がゼロに届いた時、多忙だったゼロの代わりにドッペルタウンに訪れ、その際にイレギュラー化。その後はドップラー軍団の軍備を生産する兵器工場の指揮を執る。
常に空中を飛び回り、鋭利な針による突き刺しの他、蜂型の機雷を大量にばら撒いて攻撃してくる。
『X6』では、スティング・カメリーオやマグネ・ヒャクレッガーと同じく、メタルシャーク・プレイヤーの必殺技として再生され登場する。
レスキュー発電所 エレキテル・ナマズロス（Electro Namazuros）
日本国外版での英名は「ボルト・キャットフィッシュ（Volt Catfish）」と表記される。
パワー：8200rp  スピード：1600rp
ナマズ型レプリロイド。体内に高性能発電装置を内蔵しており、必要な時には移動発電所として機能していた心優しいレプリロイド。ドップラーにドッペルタウンに招待された際に戦闘力強化及びイレギュラー化させられ、電力管理センターを制圧した。
自身の発電機による電撃と導電性のビット、管理センターの電気エネルギーを取り込んで作り出す巨大な電磁バリアなどの攻撃を行う。
七つの海の破壊神 シザーズ・シュリンプァー（Scissors Shrimper）
日本国外版での英名は「クラッシュ・クローフィッシュ（Crush Crawfish）」と表記される。
パワー：4000rp  スピード：7600rp
戦闘用エビ型レプリロイド。戦闘用故に元より非常に好戦的かつ凶暴な性格であり、敵や味方を関係なく攻撃する為に封印されていたが、シグマの手によって目覚めた。造船所とそこにあった潜水艦を占拠した。攻撃パターンのほとんどはハサミによるもので、高い攻撃力を持つ。
ジャングルの守護神 シャイニング・タイガード（Shining Tigerd）
日本国外版での英名は「ネオン・タイガー（Neon Tiger）」と表記される。
パワー：3600rp   スピード：9900rp
トラ型レプリロイド。太陽光をエネルギー源とし、ジャングルに数少なく残る野生動物を密猟者から守っていた。ドップラーの手によりイレギュラー化した後はジャングルを前線基地としている。身軽な動きで獲物を追い詰める他、腕のレーザークローはこちらの攻撃の防御にも使用する。
鋼鉄のリベンジャー グラビティー・ビートブード（Gravity Beetbood）
日本国外版での英名は「グラビティー・ビートル（Gravity Beetle）」と表記される。
パワー：6200rp   スピード：3600rp
元イレギュラーハンター第17精鋭部隊所属のカブトムシ型レプリロイド。『ロックマンX』に登場した兄であるブーメル・クワンガーを破壊したエックスを恨み、復讐する絶好の機会としてドップラーの反乱に加わり、空軍の軍備を横取りした。ブラックホールを操る能力を持つ。
白銀の雪男 フローズン・バッファリオ（Frozen Buffalio）
日本国外版での英名は「ブリザード・バッファロー（Blizzard Buffalo）」と表記される。
パワー：9200rp  スピード：3200rp
バッファロー型スキー場整備用レプリロイド。絶対零度の中でも活動できる。ドップラーにドッペルタウンに招待されイレギュラー化する。某都市を氷結し機能をストップさせる作戦を指揮した。元は穏やかな性格で、素手で氷の像などを作成する芸術家でもある。氷のトラップ「フロストシールド」を設置して相手の逃げ道を塞いで突進する。
『X4』では、氷漬けとなった状態でフロスト・キバトドスのステージの開始に登場する。
地底のバーバリアン スクリュー・マサイダー（Screw Masaider）
日本国外版での英名は「トンネル・ライノ（Tunnel Rhino）」と表記される。
パワー：4200rp  スピード：8000rp
サイ型レプリロイド。右腕のドリルでエネルゲン水晶採掘用としての業務に従事していたが、ドップラーにドッペルタウンに招待され、破壊欲に忠実なイレギュラーになってしまう。他のボスと比べて突進主体の単調な動きだが、時々フェイントを織り交ぜてくることがある。

#### その他のボスキャラクター / 特殊武器なし
マオー・ザ・ジャイアント（Maoh The Giant）
OPステージ「イレギュラーハンター本部」のボスとなる超大型メカニロイド。元々はドッペルタウンの平和のシンボル。両腕に搭載された巨大鉄球が武装で、頭が唯一の攻撃判定部分。頭部や顔のデザインに100年前の科学者Dr.ワイリーとよく似た意匠がある。
ゴッドカルマシーン・O・イナリー（Godcal Machine O Inary）
パワー22900rp、スピード7200rp。
ヴァジュリーラFFかマンダレーラBBが強化、または両者が合体した姿。ドップラー博士の研究所第一ステージで遭遇。異形の姿に変形したヴァジュリーラの上半身に、首のない獣の胴体のような姿に変形したマンダレーラのボディがケンタウロスのようにドッキングしている。ロケットパンチ、剣からの衝撃波、両手からのエネルギー弾が攻撃方法。名称はお稲荷様から。
プレス・ディスポーザー（Press Disposer）
ヴァジュリーラFFとマンダレーラBBをそれぞれ特定の特殊武器で止めをさすと遭遇する、象型スクラップ処理用メカニロイド。鼻からの強酸と耳部分からクローアームを射出する以外に、天井からはスクラップの塊が落とされる。本体は画面右端で上下運動をするだけだが、食らい判定が鼻より上の頭部なので攻撃を当てにくい。鼻部分が破壊されると強酸が床に満ち、戦いがシビアになる。
ボルト・クラゲール（Volt Kuragail）
VAVA MK.IIを特定の特殊武器で止めをさすと遭遇する、海月型水中戦用メカニロイド。水で満たされた部屋で魚雷や拡散弾を発射し、触手を飛ばして攻撃する。

#### 中ボスキャラクター
シュリケイン（Shuriken）
ホーネックステージの中ボス。レーザーで構成された八方手裏剣のような姿の立体映像で実体化しており、体当たりを仕掛けてくる。
ホタリーカー（Hotareeca）
シーフォースステージの中ボス。ホタルイカ型のイレギュラーで、触腕を動かしつつミサイルを放つ。
ヘルクラッシャー（Hell Crusher）
マサイダーステージの中ボス。下半身にドリルとキャタピラ、腕にもドリルが付いており、上半身とキャタピラは分離させることが可能。
ワームシーカーR（Worm Seeker R）
タイガードステージの中ボス。芋虫のような姿で、爆弾を飛ばしつつ体当たりをしてくる。
REX-2000
ドップラー博士の研究所第一ステージで登場する中ボス。このステージは時間とともに降りてくる棘付きの天井があり、身体が大きいため、こちらが何もしなくても下がってくる天井に潰されてしまう。
モスキータス（Mosquitus）
ドップラー博士の研究所第二ステージで特殊な条件を満たすと遭遇できる蚊型メカニロイド。ゼロで挑める唯一のボス（他では直前でエックスと交代する）。飛行しながら標的めがけて急降下し、エックス（ゼロ）のエネルギーか、色ごとに違う床のエネルギーを吸入してくる。吸入された床は色によってガスが噴き出すなどのトラップとなる。ゼロで倒すと、爆発に巻き込まれて動力炉を破損したということで、以後交代ができなくなる。その代わり、エックスバスターを最大まで溜めることで強力な波動を撃てるビームサーベルを渡され、以後使用できるようになる。

## ゲーム内容

### 特殊武器
エックスは初期装備のエックスバスター以外に8つのステージの各ボスを倒すと、そのボスが所有する特殊武器を入手することができる。
※名称の記述は「入手する特殊武器 - 所有するボス」とし、以下に述べる
アシッドラッシュ（Acid Rush）- アシッド・シーフォース
この武器によって倒した敵は武器エネルギー回復アイテムを落としやすくなる。水中では使えない。日本国外の英名では「アシッドバスト（Acid Burst）」と表記される。
- 通常 - 地形に着弾すると、小さく4つに分裂して弾ける強酸の塊を発射する。一度に2発まで連射でき、発射ボタンのみなら放物線状に、十字キーの上下を押しながら発射するとその方向に打ち出される。真上に打ち出すと天井に当たって弾けるか、重力で落下してきて床に着弾する。放物線の飛距離は短いが、上下の撃ち分けと併せて足場の下などバスターの死角の敵を攻撃できる。敵によっては、これを当てると動きが止まるものがいる。
- チャージ - 通常より若干大きい酸弾を2発同時に発射する。弾は地面をバウンドしながら進み、壁に当たると跳ね返る。敵に当たるか、5回地形に当たると消滅する。威力は通常版と大差無い。

パラスティックボム（Parasitic Bomb）- エクスプローズ・ホーネック
- 通常 - 直進する針付き爆弾を発射する。命中した敵の種類によって、効果が以下の3種類に変化する。
  - 1.貼りついて動きを止め、一定時間後に自爆する。
  - 2.貼りついた後、他の敵に突進しその敵も巻き込んで爆発しダメージを与える（周囲に敵がいない場合はその場をしばらく漂った後自爆する）。バグホールが有効な敵はこの効果になりやすい。
  - 3.ダメージを与えるだけ。
    - いずれの場合もボムが貼りついた敵には、エックスは触れてもダメージを受けない。

- チャージ - チャージが完了すると、武器ボタンを押している間エックスの斜め四方に4つの照準が出現、それぞれが近くの敵を1体ずつロックオンして、追尾機能を持つ蜂型爆弾を自動的に発射する。通常版と同じく、カーソルに捕捉された敵に触れてもダメージは受けない（一部を除く）。ボタンを離すと中断する。

トライアードサンダー（Triad Thunder）- エレキテル・ナマズロス
- 通常 - エックスの周囲に帯電させた3つのビットが出現、それぞれがエックスを取り囲むように三角形の電磁バリアを展開する。その後バリアは消滅し、ビットは帯電した電気をそれぞれ放射状に発射する。バリア消滅前に武器ボタンを押すとビットの陣形が逆三角形に変化、さらに三角形、逆三角形と、最高4回までバリアを延長できるが、その分のエネルギーも消費する。敵に耐えられたり、破壊不可能な物体にビットが触れると、バリアが弾けて効果が強制終了する。
- チャージ - その場で地面を殴り地震を発生させた後、更にラグを置いて帯電した2発の電気弾を左右に放出する2段攻撃。電気弾は地形に沿って進む。地震は見かけによらず画面全体に効果があり、空中にいる敵や離れた足場の敵にもダメージを与える。威力が高く、特定の地形を破壊可能。空中で発動した場合は着地と同時に発動するが、落下中は操作不能。

スピニングブレード（Spinning Blade）- シザース・シュリンプァー
- 通常 - 超高速回転する2枚の円盤状のカッターを、斜め上下にブーメランのように放つ。円盤は中距離進むと、上下対称にUターンして後方に飛んでいく。基本的な攻撃力が高く、殆どのザコキャラクターを一撃で倒せる点でも使い勝手がよい。また、近距離では直接当てることも可能。
- チャージ - ヨーヨー状の巨大な円盤状カッターを発射する。中距離進むと止まり、一定時間経つと戻ってくる。戻る前に十字ボタンの上下を押すと、その方向から周囲を1周して終了する。カッターが一撃で破壊できない敵や、破壊不可能なオブジェに当たると、弾けて中断されてしまう。

レイスプラッシャー（Ray Splasher）- シャイニング・タイガード
- 通常 - 角度を5方向に変化させつつ、光の弾を連射する。
- チャージ - 上空にカプセルを放ち、そこから一定時間光の弾を乱射する。カプセル自体にも通常以上の攻撃力があるが、命中率がイマイチなうえ、敵や敵の弾に当たると砕けてしまう。

バグホール（Bug Hole）- グラビティー・ビートブード
日本国外の英名では「グラビティーウェル（Gravity Well）」と表記される。
- 通常 - 小型ブラックホールを発生させる球体を発射する。球やブラックホールそのものには攻撃能力は無いが、ブラックホールが3秒間画面全体の敵を重力波で攻撃し、破壊した敵の残骸や弾などを吸い込んだ後に手元に戻ってくる。敵や弾を吸い込むことで、ハイパーチャージのエネルギーが回復する。弱点ではないボスには全く効果が無く、同様に無効化する雑魚敵も多いが、有効な雑魚敵なら必ず一撃で破壊できる。
- チャージ - 球体を真上に飛ばし、画面全体の敵を上空に打ち上げる。ただし、有効な敵は通常版と変わらず、実質通常版と同じ効果である。また敵を破壊せずに打ち上げてしまうため、この攻撃で敵を倒しても絶対にアイテムを落とさない。特定の足場を上に持ち上げることも出来る。基本的に技を発動すると、エックスは終了するまでポーズを取ったまま静止したままだが、何らかの方法でダメージを受けると、技の効果は継続したまま活動できるようになる。

フロストシールド（Frost Shield）- フローズン・バッファリオ
この武器によって倒した敵は体力回復アイテムを落としやすくなる。
- 通常 - 先端に氷を装着した小型ロケット弾を発射する。敵や地形に接触すると一旦氷部分が砕け、残ったロケット部分は地面に留まり、そこから再度十字型のまきびし状に氷を装着する。まきびしは一定時間経つか、敵に当たると消える。十字ボタンの上下を押すことで高度を若干調節できる。画面内に最大2発まで発射可能で、固定されたまきびしも1発分にカウントされる。発射速度が遅く敵の攻撃で相殺されやすいため、遠距離攻撃には向いていない。水中で使用した場合は地上よりも氷が大きくなり、その分攻撃判定が広がり、速度も若干上がる。
- チャージ - バスターに氷の盾を装着する。敵や弾に数回接触するか、一定時間が経過すると砕け、中からカーリングのストーンのように地面に沿って進む氷の弾を発射する。水中で使用した場合は巨大な氷塊を作りだし、浮上することで足場として利用できる。ただしこの氷塊に攻撃判定は無く、敵を倒すことはできない。また地上、水中どちらも通常版の弾、ないしはまきびしが画面内にある場合はチャージしても発動できない。

トルネードファング（Tornado Fang）- スクリュー・マサイダー
特定の地形を破壊することが可能で、パワーアップパーツなどを入手するために必須となる。
- 通常 - 発射後に一度停滞し、タイムラグをおいて直進するドリル型ロケット弾を発射する。ドリルは接触している間、敵の動きを一瞬停止させて連続ダメージを与える。この攻撃が無効となる攻撃対象に当たると、ドリルが捻れて半透明になって弾けてしまう（この時にはすでに攻撃力はない）。通常はノーマルのバスターと同じ中段だが、1発目が停滞している間にもう一度発射すると下段、上段の2発分を同時に発射し、2発分のエネルギーで3発分の弾丸を発射することができる。また「続けて発射するドリルが2発分」というのはエックスが動いても有効で、より広い間隔で3発設置する、左右に1発と2発をそれぞれ発射するなど、様々な陣形で攻撃することができる。
- チャージ - バスターにドリルを装着する。チャージが完了すると自動的に発動し、武器ボタンを押し続けている間はエネルギーが切れるまで持続する。使用中に壁につかまると、腕のドリルが壁に刺さって静止できる。無効な敵に接触するか、ダメージを受けるとバスターからドリルが外れる形で中断される。

### ノーマルアーマー[3]
バンダイの玩具『メガアーマー』ではX3 マックスアーマーという名称で販売された。コトブキヤのプラモデルや『ロックマンX DiVE』もこの名称である。フットパーツとアームパーツを揃えると梯子の昇降速度が増加する。さらに全パーツを装備すると武器エネルギー消費量が軽減される。
ヘッドパーツ
「アイテムレーダー（Item Radar）」機能が備わり、ステージ開始時衛星通信によりアイテムの位置が赤の点で描かれた簡単なステージのマップが表示される。具体的な入手方法はプレイヤーが考え、マッピングがされるのはライフアップなどある8ステージに限定される。ステージセレクト画面上では各ステージに隠されているアイテムの名前が表示されるようになる。
フットパーツ
空中で左右に向かう「エアダッシュ」に加え、上方に向かう「ヴァリアブルエアダッシュ（Variable Air Dash）」が使用可能になる。
ボディパーツ
ダメージを1/2に軽減する他、被ダメージ時に「ディフェンスシールド（Defense Shield）」というバリアを展開するようになる。バリア展開中は被ダメージが3/8に軽減（小数以下切り捨て）される。バリアはダメージを一度受けるか、ダメージを受けずに一定時間が経過すると消える。
アームパーツ
チャージ段階が1段階追加され、2発分チャージすることによって連続で撃ち出す「ダブルチャージ」が使用可能になる（1発目は拡散弾を束ねたような初速の遅いショット、2発目は通常のチャージショット）。さらに1発目のチャージショットに2発目のチャージショットを重ねることで、上下に広く拡散するショットの「クロスチャージショット（Cross Charge Shot）」を発射することができる。ただし、耐久力の高い敵キャラクターを撃つ場合にクロスする前に一発目が敵に命中してしまうとクロスにならない。前作同様に二発目の発射には隙が発生するが、壁につかまっている状態で撃てば隙なく二発目を発射してクロスにできる。特殊武器のチャージも可能になる。また、アームパーツを入手しないとボディパーツとヘッドパーツを入手することができない。
本パーツはトルネードファングを入手した後、フットパーツのヴァリアブルエアダッシュをしてカプセルの元へ行くのが基本だが、物凄くシビアであるものの、フットパーツ無しで入手することは可能。

#### 強化チップ
パワーアップパーツのさらなる機能強化を施す「チップ」は、どれか1つしか取ることができない。ベースとなるパーツを装備していない場合は取得できない。入手するために必要な装置はパーツのものと類似しているが、カラーリングが赤（赤紫）である点が異なる。
ヘッドチップ
静止状態でいるとライフが自動回復し、満タン時にはサブタンクのエネルギーが自動で補充される。
フットチップ
エアダッシュ、ヴァリアブルエアダッシュを2連続で使用可能になり、ダッシュジャンプから（ヴァリアブル）エアダッシュが1回行えるようになる。ダッシュせず地上を走るスピードも若干上昇する。
ボディチップ
ディフェンスシールドが被ダメージを1/4（小数以下切り捨て）に抑える。バリアの色が青から赤になり、被ダメージでバリアが消滅せず何度ダメージを受けても一定時間は必ずバリアが維持される。が、ダメージを1/4に軽減できるのはバリア展開後最初の一度だけであり、二度目以降の全てのダメージは1/2になる。高ダメージを連続で受ける時ボディチップを持たない方がダメージを減らせるので弱体化要素でしかない。
アームチップ
被ダメージ時エネルギーを蓄積し、エネルギーが満タンならチャージショットを14連射できる「ハイパーチャージ」が使用可能になる。

#### 隠しアイテム
ハイパーチップ
特定の条件を満たし、ある場所に行くことで入手可能。エックスの姿が金色に変化し、上記4つの全てのチップ機能が実装される。先述したボディチップの機能に気を付ける必要があり、携帯アプリ版のみセーブ可能。ヘッドパーツを取るとステージセレクト画面で「????」と表示される。他の強化チップを取ってしまっている場合は入手不可。
『X DiVE』では、30秒間の間だけ金色に変化し、ヴァリアブルエアダッシュをもう一段階（固有DNAの習得によって3段目のジャンプが可能になるのと同時に攻撃付与も追加する。）できるようになり、バフ解除無効の攻撃強化・防御強化状態となる。また、パッシブスキルの「ヘッドチップ」「ボディチップ」「ボディチップ+」が存在し、素材アイテムを使用することでそれらのスキルを得ることによって、ゲーム本編との再現が可能になる。
ハイパーチップを入手し金色になった状態はバンダイの玩具『メガアーマー』ではハイパースペシャルという名称で販売された。
ビームサーベル
全てのボスに有効。特定の条件（中ボスのモスキータスの項を参照）を満たすことで入手可能。アームパーツを装備していない状態ではその場でサーベルを振り下ろし、装備している状態では前方へ衝撃波を発射するようになる。エックスバスターをフルチャージをすれば使用できる。直撃すればボスにも5割近いダメージを与えることが可能。パスワードで記録が可能で、入手した場合「ゼロチェンジ」が使用不可能になる。

### ゼロチェンジ
本作では、各ステージをゼロで攻略することも可能。エックスとの交代はステージ中に武器選択画面から行える。エックス以上の強力な武器を使うことができる反面制限も多く、あくまでサブキャラ的な位置である。携帯アプリ版ではゼロでも8つのステージのボスと戦闘可能（ランキングモードのみ）。ミッション成功時のポーズも用意されている。
主な制限・性能
- 武器は「ゼロバスター」及び「ビームサーベル」が使用可能。通常弾～2段階目チャージまではエックスバスターと同性能（グラフィックは異なる）だが、こちらは更にチャージを継続することで最高4段階のチャージが可能。3段階目は1段階目→2段階目のダブルチャージショットを、4段階目は2段階目を2発発射した後、更にビームサーベルを振り下ろして前方を斬りつける。特にビームサーベルはリーチこそ短いものの凄まじい威力を誇り、ほぼ全ての敵を1～2発で倒すことが可能。
- エックスに比べて身長が高いため、食らい判定が大きい。結果的にバスターの打点も高くなるため、立ち状態では一部背の低い敵に攻撃が当たらない。
- 特殊武器が使用できない。
- 一部を除き、ボス及び中ボスと戦うことができない（ボス部屋に近づくと通信が入り、強制的にエックスと交代になる）。
- ステージ1プレイ毎に1回だけ呼び出し可能。ミスした場合だけでなく、任意でエックスに交代した場合も再度呼び出しすることはできない。
- 一度ミスすると、そのデータでは2度と呼び出せなくなる（オープニングステージを除く）。
- ライフエネルギー以外のアイテムを一切取ることができない。
- サブタンクが使用できず、エネルギーを溜めることもできない。
- ライドアーマーを呼び出せず、かつ乗ることができない。
- アーマーが存在しないため、防御力は初期状態のエックスと同じままであるが、体力ゲージは初期状態のエックスよりも多い（初期状態のエックスのライフは16メモリでありボス及びライフアップを全て取得したエックスの半分であるが、ゼロのライフは最初から武器ゲージと同じ28メモリ）。

## その他の設定

### ライドアーマー
レプリロイドが搭乗して操縦するロボット。本来は土木工事・運搬作業用であるが、戦闘用としても改良・利用されている。
本作ではライドアーマー専用の体力ゲージが表示されるため、残りの耐久力を視認できるようになっている。なお、ライドアーマーは一度大破してしまうとそのステージ間では再度訪れるまで全機とも使用不能になる。

#### プレイヤーの機体
ある条件を満たすと、各ステージに設置されている転送装置の上に乗り最大4種類のライドアーマーを転送・搭乗できる。なお、ライドアーマーの活用はステージ攻略に必須ではない。フロッグ以外のライドアーマーは水に入ると行動不能となりダメージを受け続け、やがて破壊されてしまう。ライフエネルギーは最大強化時のエックスと同じ32メモリで固定。減ったライフの回復はできない。
ライドアーマーDRA-00 キメラ
エックス専用ライドアーマー。拡張性を考慮して設計されている。キメラそのものは『初代X』のライドアーマーとまったく同じ性能で、攻撃は手での前方パンチのみ。このタイプのみ、とあるステージで直接入手し、以降転送可能になる。他の3種はキメラに強化パーツ・色変更・駆動方法変更などを施した派生型になる為、キメラを入手していないと他の種類を転送・搭乗できない。
ライドアーマーDRA-00 ホーク
飛行能力重視型ライドアーマー。背部にバーニアを付与され、空中でジャンプボタンを押し続け短時間ホバリングによる飛行が可能。武装は両腕から発射する直進ロケット弾。
ライドアーマーDRA-00 カンガルー
攻撃力重視型ライドアーマー。パンチ力強化パーツを付与された。ボタン長押しでドリルが回転し攻撃判定を保ったまま待機して、ボタンを離すとリーチの長い「スピニングクロー」を繰り出す。
ライドアーマーDRA-00 フロッグ
水陸両用ライドアーマー。4種類中これだけ水中でも壊れない。地上では本来の性能を発揮できず、水中がホームグラウンド。他のライドアーマーと違い腕が無く、代わりにスクリューと誘導性能を持つ小型魚雷ランチャーが一体となったユニットが一対装備される。歩行による移動ができず、移動は専らジャンプで行うことになる。水中ではジャンプが高くなり、ダッシュボタンで最大6回のジャンプが可能。

#### VAVA MK-II専用機
ライドアーマーDRA-00
廃棄工場ステージでのライドアーマー。見た目はカンガルーに酷似している。カラーリングは黒が主体。攻撃は体当たりしながら繰り出すパンチのみだが、エックスを壁から叩き落すほどの威力。
ブラウンベア
Dr.ドップラーの研究所第二ステージでのライドアーマー。パンチ、ビーム砲の他、エックスの行動を妨害する小型シャッターなどが搭載されている。英語名は「ゴリアテ」（Goliath）で、トルネードファングが弱点武器。

## 移植版
様々な機種に移植され、1996年4月26日にPlayStation版とセガサターン版、2000年2月24日にPlayStation the Best版、1997年3月28日にWindows版、1999年4月16日にSuper1500版（発売：メディアカイト）が発売されている。3DO版の発売も予定されていたが中止となり、2010年6月1日に携帯アプリ版の配信が開始。携帯アプリ版は後述のハイパーチップ等の隠し要素を含めてセーブ可能だが、フローズン・バッファリオのステージのある場所で雑魚キャラクターの氷の攻撃を受けるとゲームの機能がフリーズしてしまうというバグがある。
| No. | タイトル                                     | 発売日                        | 対応機種                                     | 開発元               | 発売元                      | メディア                                   | 型式                                             | 備考                                                        | 出典                 |
| --- | -------------------------------------------- | ----------------------------- | -------------------------------------------- | -------------------- | --------------------------- | ------------------------------------------ | ------------------------------------------------ | ----------------------------------------------------------- | -------------------- |
| 1   | ロックマンX3 Mega Man X3                     | 1996年4月26日 1997年7月       | PlayStation セガサターン                     | 水口エンジニアリング | カプコン Virgin Interactive | CD-ROM                                     | PS: SLPS-00283 SLES-00503 SS: T-1210G T-7029H-50 | 音楽アレンジは青木佳乃が担当                                |                      |
| 2   | ロックマンX3 Mega Man X3                     | 1997年3月28日 1998年          | Windows                                      | 水口エンジニアリング | カプコン Virgin Interactive | CD-ROM                                     | CAP.X3-01                                        |                                                             |                      |
| 3   | Super1500 ロックマンX3                       | 1999年4月16日                 | Windows                                      | 水口エンジニアリング | カプコン                    | CD-ROM                                     | MKW-013                                          | 廉価版                                                      |                      |
| 4   | ロックマンX3 PlayStation the Best for Family | 2000年2月24日                 | PlayStation                                  | 水口エンジニアリング | カプコン                    | CD-ROM                                     | SLPS-91192                                       | 廉価版                                                      |                      |
| 5   | Mega Man X Collection                        | 2006年1月10日                 | PlayStation 2 ニンテンドー ゲームキューブ    | カプコン             | カプコン                    | DVD-ROM 8センチ光ディスク                  | -                                                | 他シリーズの6作品との合同収録作、PlayStation版を収録        |                      |
| 6   | ロックマンX3                                 | 2010年6月1日                  | iアプリ                                      | カプコン             | カプコン                    | ダウンロード （カプコンパーティ）          | -                                                |                                                             | [ 5 ] [ 6 ]          |
| 7   | ロックマンX3                                 | 2010年7月1日                  | EZアプリ                                     | カプコン             | カプコン                    | ダウンロード （カプコンパーティ）          | -                                                |                                                             | [ 7 ] [ 8 ]          |
| 8   | ロックマンX3                                 | 2010年8月2日                  | Yahoo!ケータイ （S!アプリ）                  | カプコン             | カプコン                    | ダウンロード （カプコンパーティ）          | -                                                |                                                             | [ 9 ] [ 10 ]         |
| 9   | ロックマンX3 Mega Man X3                     | 2014年10月8日 2014年8月28日   | Wii U                                        | 水口エンジニアリング | カプコン                    | ダウンロード （バーチャルコンソール）      | -                                                | スーパーファミコン版の移植                                  | [ 11 ] [ 12 ] [ 13 ] |
| 10  | Mega Man X3 ロックマンX3                     | 2016年11月10日 2016年11月21日 | Newニンテンドー3DS                           | 水口エンジニアリング | カプコン                    | ダウンロード （バーチャルコンソール）      | -                                                | スーパーファミコン版の移植                                  | [ 14 ] [ 15 ]        |
| 11  | ロックマンX アニバーサリー コレクション      | 2018年7月26日 2018年7月24日   | PlayStation 4 Nintendo Switch Xbox One Steam | カプコン M2          | カプコン                    | BD-ROM Switch専用ゲームカード ダウンロード | -                                                | 他シリーズの3作品との合同収録作。スーパーファミコン版を収録 |                      |

PS・SS・Windows版
- SFC版にあったオープニングシーンが削除され、アニメーションや主題歌が挿入されている他、音源も変更されている。
- 一部、SFC版には無かった部分にSEが追加されている。
- SFC版と完全互換のパスワードの他、メモリーカードにセーブすることができる。

SS版
- 各ステージに画面の左右に枠が挿入された。その分ゲーム画面は縦に押し潰されたように表示される。ワイド画面でフル表示すると丁度良い比率で表示されるが、アニメシーンは元々PS版と同じ画面比率な為、横に広がって表示される。
- エンディング後に何かのボタンを押せばタイトル画面に戻れる（他の版では一度リセットするか、電源を切る必要がある）。

携帯アプリ版
- オープニングデモがゲームスタート開始で流れるようになった為、オープニングステージ冒頭と自然に繋がる形になっている他、隠し要素のハイパーチップ装備の黄金のエックスをセーブで保持可能になっている(オリジナル版はパスワードでは記録できない)。またパスワードが無い為、パスワードBGMは無い。BGMはSFC版に準じたアレンジ。セーブは一つのみのオートセーブ。

## 音楽
主題歌
PS版とSS版に収録されている。
- オープニングテーマ「ONE MORE TIME」
作詞：許瑛子、作曲：羽場仁志、編曲：富田素弘、歌：渋谷琴乃

ゲーム版とフルサイズでは歌詞や音程が異なる。
- エンディングテーマ「I'm Believer」

作詞：mayumi、作曲・編曲：su'zuki、歌：渋谷琴乃

## スタッフ
- プロデューサー：藤原得郎
- ディレクター：稲船敬二
- グラフィック・デザイナー：稲船敬二、加治勇人、吉川達哉、小牧信介、伊藤和司
- アディショナル・デザイン：水口エンジニアリング、津田祥寿
- 音楽：山下絹代

## 評価
スーパーファミコン版
ゲーム誌『ファミ通』の「クロスレビュー」では、7・6・7・5の合計25点（満40点）、『ファミリーコンピュータMagazine』の読者投票による「ゲーム通信簿」での評価は以下の通り、23.4点（満30点）となっている。
| 項目 | キャラクタ | 音楽 | お買得度 | 操作性 | 熱中度 | オリジナリティ | 総合 |
| 得点 | 4.2        | 3.7  | 3.6      | 3.9    | 4.2    | 3.9            | 23.4 |
PlayStation版
ゲーム誌『ファミ通』の「クロスレビュー」では合計25点（満40点）、『PlayStation Magazine』の読者投票による「ゲーム通信簿」での評価は以下の通り、20.0点（満30点）となっている。
| 項目 | キャラクタ | 音楽 | お買得度 | 操作性 | 熱中度 | オリジナリティ | 総合 |
| 得点 | 3.6        | 3.6  | 3.2      | 3.3    | 3.4    | 3.0            | 20.0 |
セガサターン版
ゲーム誌『ファミ通』の「クロスレビュー」では合計25点（満40点）、『SATURN FAN』の読者投票による「ゲーム通信簿」での評価は以下の通り、19.6点（満30点）となっている。
| 項目 | キャラクタ | 音楽 | お買得度 | 操作性 | 熱中度 | オリジナリティ | 総合 |
| 得点 | 3.6        | 3.3  | 3.2      | 3.3    | 3.4    | 3.9            | 19.6 |

## 関連書籍
- スーパーファミコン完璧攻略シリーズ123『ロックマンX3 必勝攻略法』1995年、双葉社 ISBN 4575285390
- 覇王ゲームスペシャル38『ロックマンX3 攻略指令ファイル』1995年、講談社 ISBN 406329238X
- スーパーファミコン必勝法スペシャル『ロックマンX3』1995年、ケイブンシャ ISBN 4766923995
- 『ロックマンX3 必勝テクニックBOOK』1996年、学研 ISBN 4056011850
- 『ロックマンX3 完全攻略本』1996年、徳間書店インターメディア
- コミックボンボンスペシャル99『決定版 ロックマン7＆ロックマンX3 超百科』1996年、講談社 ISBN 4061032992
- 『ロックマンX3 完全攻略本 プレイステーション・サターン両対応版』1996年、徳間書店インターメディア ISBN 419820005X
- 覇王ゲームスペシャル58『ロックマンX3 攻略指令ファイル 改訂新版』1996年、講談社 ISBN 4063292584